# 937 Betgeja
937 Betgeja (mednarodno ime 937 Bethgea) je asteroid tipa R ali tipa S  v glavnem asteroidnem pasu. 
Pripada družini Flora.

## Odkritje
Asteroid je odkril nemški astronom Karl Wilhelm Reinmuth (1892 – 1979) 12. septembra 1920  v Heidelbergu. Poimenovan je po nemškem pesniku Hansu Bethgeju (1876 – 1946).

## Lastnosti
Asteroid Betgeja obkroži Sonce v 3,33 letih. Njegova tirnica ima izsrednost 0,218, nagnjena pa je za 3,695° proti ekliptiki . 
Prvotno so ga uvrstili med asteroide tipa R, pozneje so ugotovili, da pripada asteroidom tipa S .